# Négyes
Négyes es un pueblo ubicado en el distrito de Mezőkövesd, en el condado de Borsod-Abaúj-Zemplén, Hungría.

## Superficie
Posee una superficie de 17,33 kilómetros cuadrados.

## Demografía
Hasta 2019 la población era de 247 habitantes, con una densidad de población de 14,25 habitantes por kilómetro cuadrado.